# Daniel Alcántar
Daniel Alcántar García (* 2. Mai 1976 in León, Guanajuato) ist ein ehemaliger mexikanischer Fußballspieler auf der Position eines Verteidigers und heutiger Trainer.

## Laufbahn
Alcántar begann seine Profikarriere bei seinem Heimatverein Club León, bei dem ihm 1999 der Sprung in die erste Mannschaft gelang. 2001 wechselte er zum CF La Piedad und nach weiteren kurzfristigen Stationen beim Querétaro FC und beim CD Irapuato stieß er 2004 zum CF Atlante, seiner mit vier Jahren Zugehörigkeit längsten Station, die mit dem Gewinn der mexikanischen Fußballmeisterschaft in der Apertura 2007 gekrönt wurde. Nebenbei absolvierte er in der Saison 2006/07 leihweise auch vier Einsätze beim in der zweiten mexikanischen Liga spielenden Farmteam Pegaso Real de Colima.
2008 wechselte Alcántar zu den Tecos und zwei Jahre später zum San Luis FC, von dem er gegen Ende seiner aktiven Laufbahn an den Querétaro FC und den Club Necaxa ausgeliehen wurde.
Im Anschluss an seine Fußballerkarriere arbeitete Alcántar als Assistenztrainer zunächst bei den Monarcas Morelia (2014), beim Puebla FC (2015) und den Cafetaleros de Tapachula (2016), bevor er 2016 als Co-Trainer von Rafael Puente bei den Lobos de la BUAP einstieg und am Ende der Zweitliga-Saison 2016/17 zum ersten Mal in der Vereinsgeschichte den Aufstieg der Lobos in die höchste Spielklasse feiern durfte. Nachdem der Aufsteiger die Apertura noch überraschend auf dem zehnten Platz beendet hatte, konnte er in der Clausura nur noch zwei Siege einfahren, beendete diese Halbsaison auf dem letzten Platz und musste bereits am Ende der Saison 2017/18 in die zweite Liga zurück. Weil die Verantwortlichen Puente vier Spieltage vor Ende der Saison den Klassenerhalt nicht mehr zutrauten, entließen sie ihn und beförderten Alcántar zum Cheftrainer. Doch auch er konnte das Ruder nicht mehr herumreißen.

## Erfolge
- Mexikanischer Meister: Apertura 2007